# Milliardaire
Un milliardaire, ou billionnaire dans les pays qui utilisent l'échelle courte, est une personne qui a une situation nette d'au moins un milliard d'unités d'une monnaie, généralement en dollar américain.
En 2022, d'après Forbes, le monde compte 2 668 milliardaires en dollar américain (contre 2 755 en 2021). Ces 2 668 personnes possèdent ensemble une fortune estimée à 12,7 billions de dollars (11,6 billions d'euros).

## Histoire: un concept relatif
Le concept de milliardaire, c'est-à-dire d'une personne privée détenant un patrimoine net comptable équivalant à 1 milliard d'unités, apparaît en Occident à la fin du XIXe siècle. Auparavant, c'est la notion de multimillionnaire qui était en place, et ce, dès le début du XVIIIe siècle. Elle était liée à la montée du mercantilisme et du libéralisme. Cela ne veut pas dire qu'il n'exista point de grosses fortunes privées au cours des siècles précédents. Par exemple, un homme comme Mazarin transmit par testament à l’État français une fortune évaluée à 30 millions de livres tournois quand le budget du royaume de France était d'environ trois cents millions de livres tournois en 1650.
La fortune d'un roi n'est pas vraiment dissociable du domaine royal et de la chose publique, elle fait corps avec la richesse de la nation. Dire ainsi qu'un souverain, qu'un prince est fortuné tient parfois du pléonasme ou d'une vision biaisée de l'Histoire.
Une autre difficulté de l'estimation de la fortune d'une personne tient à l'évaluation : la notion de capital personnel est en effet relativement récente et s'est longtemps heurtée aux lois somptuaires. L'historien peut appréhender la fortune d'un individu du passé grâce aux documents notariés, et non sur la seule prétention. Il doit aussi tenir compte de l'inflation, là aussi, phénomène relativement récent, et de la corrosion du capital (crise financière, taux d'intérêt, etc.).

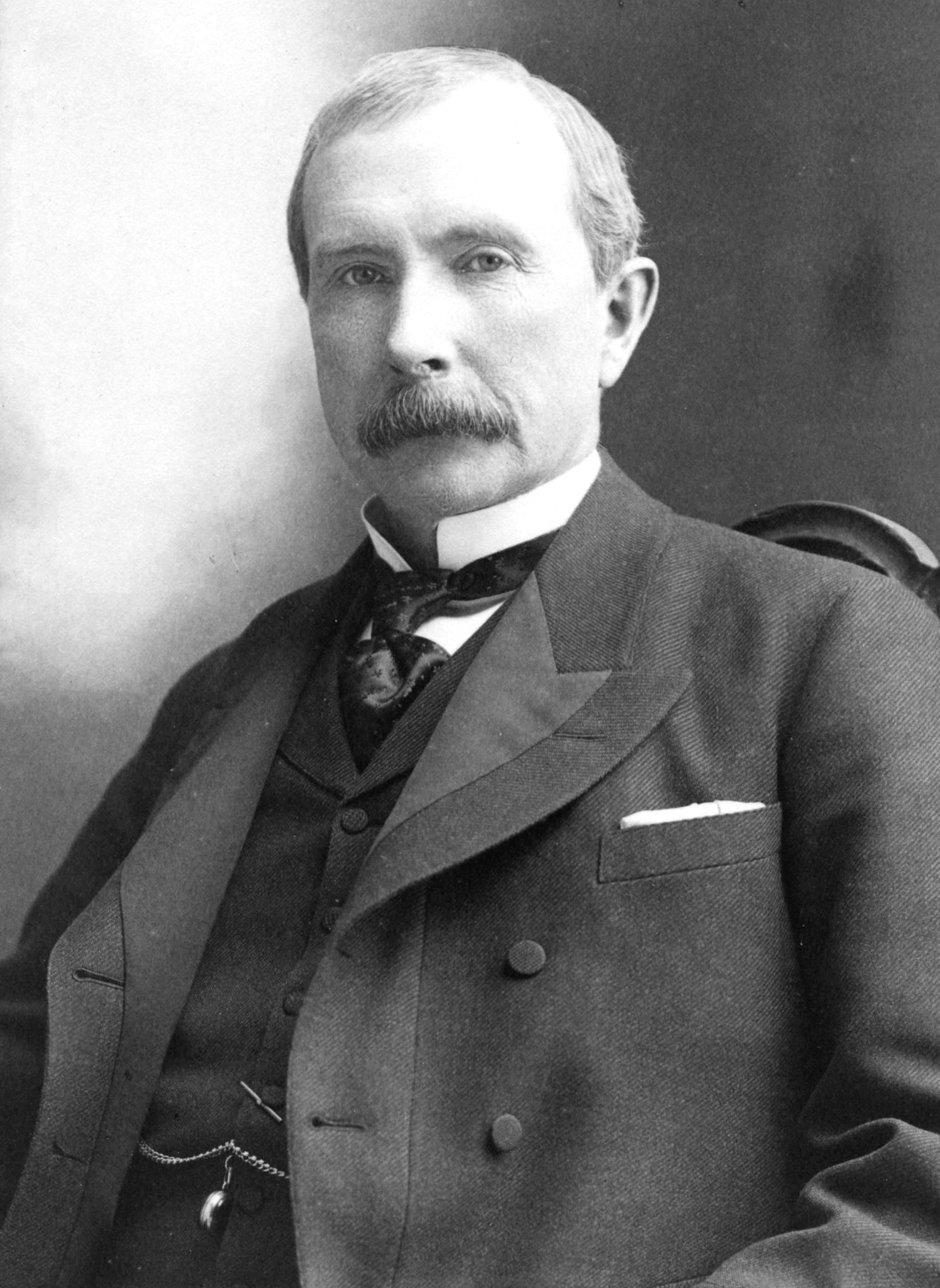
John D. Rockefeller en 1885.

Un patrimoine pouvait être constitué de biens immobiliers (immeubles, terrains, mines, etc.), mais aussi de biens mobiliers (meubles, œuvres d'art, navires, véhicules, etc.), et de produits financiers (argent comptant, placements, actions, etc.). Après la mort  d'une personne riche, bien souvent le notaire procédait à une liquidation desdits biens, afin, d'une part de payer les dettes (apurer le passif) puis d'autre part d'assurer une répartition entre les éventuels héritiers. La notion de patrimoine est donc fondamentale : par le jeu des transmissions (le mariage), des alliances (fratrie, cousinage), les fortunes pouvaient grossir sur plusieurs générations. Au XVIIIe siècle se met en place le capitalisme industriel et financier : la Bourse permet par exemple de détenir d'importantes parts dans une entreprise privée ou publique sous forme d'actions ou d'obligations, qui n'étaient pas systématiquement transmissibles (« au porteur »).
En résumé, il n'existe pas officiellement de fortune à caractère privé dépassant le milliard d'unités comptables avant le début du XXe siècle.
Le premier milliardaire américain officiellement reconnu comme tel est John D. Rockefeller en 1916 qui fit fortune dans le pétrole. L'époque du Gilded Age (Période dorée) vit fleurir aux États-Unis d'immenses fortunes et participa à la construction du mythe du « self-made man » (homme qui fait fortune seul).
Après la Première Guerre mondiale, et généralement durant les périodes d'inflation (comme celle de l'assignat en France entre 1790 et 1797 ou de l'hyperinflation de la république de Weimar entre 1922 et 1924), la valeur du patrimoine doit être relativisée en fonction d'une unité comptable stable. Ainsi, l'or servit longtemps d'étalon pour mesurer la valeur réelle des biens d'une personne. De nos jours, avec l'apparition des changes flottants, le dollar américain, la livre sterling ou l'euro constituent des échelles de valeur référentes, mais doivent être néanmoins relativisées. Posséder 100 millions de dollars en 1900 n'a pas le même impact économique qu'un siècle plus tard, et il convient donc de comparer les niveaux de fortunes à l'aide de facteurs tels que le niveau moyen des salaires, le volume structurel du patrimoine, etc.
Cette situation fut illustrée de façon humoristique par une scène du film Austin Powers : la demande de rançon énoncée par le Docteur Denfer se fait en dollars de 1967 parce qu'il se réveille d'un sommeil cryogénique trente ans plus tard ; réclamant 1 million, il provoque l'hilarité de l'assemblée.

## Évolution du nombre de milliardaires et de leur fortune additionnée
En 2018, la fortune des milliardaires dans le monde a augmenté de 18 % (900 milliards de dollars), alors que celle de la moitié la plus pauvre de la population de la planète a reculé de 11 %. Le nombre de milliardaires a en outre doublé depuis la crise financière de 2008. D'après l'ONG Oxfam, « les riches bénéficient non seulement d'une fortune en pleine expansion, mais aussi des niveaux d'imposition les moins élevés depuis des décennies ».
Ce tableau représente le nombre de milliardaires par an ainsi que l'addition de leurs fortunes en billions de dollars :
| Année | Nombre de milliardaires | Addition de leurs fortunes      |
| ----- | ----------------------- | ------------------------------- |
| 2000  | 470                     | 0,898 billion (898 milliards) $ |
| 2001  | 538                     | 1,8 billion $                   |
| 2002  | 497                     | 1,5 billion $                   |
| 2003  | 476                     | 1,4 billion $                   |
| 2004  | 587                     | 1,9 billion $                   |
| 2005  | 691                     | 2,2 billions $                  |
| 2006  | 793                     | 2,6 billions $                  |
| 2007  | 946                     | 3,5 billions $                  |
| 2008  | 1 125                   | 4,4 billions $                  |
| 2009  | 793                     | 2,4 billions $                  |
| 2010  | 1 011                   | 3,6 billions $                  |
| 2011  | 1 210                   | 4,5 billions $                  |
| 2012  | 1 226                   | 4,6 billions $                  |
| 2013  | 1 426                   | 5,4 billions $                  |
| 2014  | 1 645                   | 6,4 billions $                  |
| 2015  | 1 826                   | 7 billions $                    |
| 2016  | 1 810                   | 6,4 billions $                  |
| 2017  | 2 043                   | 7,67 billions $                 |
| 2018  | 2 208                   | 9,1 billions $                  |
| 2019  | 2 153                   | 8,7 billions $                  |
| 2020  | 2 095                   | NC                              |
| 2021  | 2 755                   | 13,1 billions $                 |
| 2022  | 2 668                   | 12,7 billions $                 |

Le graphique qui aurait dû être présenté ici ne peut pas être affiché car il utilise l'ancienne extension Graph, désactivée pour des questions de sécurité. Des indications pour créer un nouveau graphique avec la nouvelle extension Chart sont disponibles ici.

## Répartition

### Par pays ou territoire
La liste des milliardaires du monde est notamment dominée par des Américains (735 en 2022) et des Chinois (607 en 2022).
Parmi les dix plus grandes fortunes mondiales en 2022, sept sont américaines ; les trois autres sont celle du Français Bernard Arnault (LVMH) et celles des Indiens Gautam Adani (groupe Adani) et Mukesh Ambani (Reliance Industries).

### Par origine sociale
Au niveau mondial, 40 % des milliardaires le sont par héritage. 
Ce nombre monte à 80 % en France.

### Par classe d'âge
En 2022, 86 milliardaires ont moins de 40 ans.

### Par genre
En 2017, les femmes ne représentent que 11 % des 2 043 milliardaires dans le monde, et la plupart le sont devenues par héritage.

## Mode de vie
À la Belle Époque, sont classés comme multimillionnaires et parfois milliardaires des hommes d'affaires américains, des grands-ducs russes ou encore des propriétaires de mines d'or d'Afrique du Sud. Leur mode de vie est synonyme de luxe et de dépenses fastueuses, même s'ils fréquentent des lieux généralement conçus pour moins riches qu'eux : ainsi, les grands hôtels de luxe internationaux qui atteignent à l'époque leur apogée étaient prévus pour des fortunes moyennes, les milliardaires étant plus disposés à faire construire leurs propres résidences secondaires. Par ailleurs, des marqueurs de distinction sociale pourtant décisifs n'étaient pas d'un coût exorbitant (au Royaume-Uni, une livre et demi pour un club et un sac de golf ; neuf cents livres pour une Mercedes premier modèle). En réalité, note l'historien Eric Hobsbawm, « le prix des objets destinés aux gens vraiment riches se situait à des niveaux tout à fait différents ».
Malgré un contexte économique difficile en 2009, les investissements passions « l'art et les diverses danseuses » des ultrariches représentent plus de 32 % de leurs dépenses.

## Philanthropie
Les milliardaires préfèrent donner de l'argent à la charité volontaire plutôt que l'impôt redistributif. Selon le romancier Gérard Mordillat, ceci n'aurait pas les mêmes conséquences sur le choix des causes philanthropiques soutenues,.